# Sørumtoppen Station
Sørumtoppen Station (Sørumtoppen holdeplass) var en jernbanestation på Bergensbanen, der lå i udkanten af området Sørumsmarka i Ringerike kommune i Norge.
Stationen åbnede som trinbræt 10. september 1954 men blev nedlagt igen allerede 31. maj 1970 i lighed med flere andre stationer på strækningen mellem Hønefoss og Sokna.
Stationen lå øst for Sørumsgårdene og syd for hvor Riksvei 7 grener fra mod Soknedalen fra Europavej E16. Området præges i dag af kornmarker. Nogle hundrede meter øst for den nedlagte station ligger Hringariki Kulturminnepark, der er Ringerike kommunes og Buskerud fylkes tusindårssted.